# مدرسة طب ليفربول
مدرسة طب ليفربول (بالإنجليزية: Liverpool Medical School)‏ هي إحدى المدارس لتعليم الطب في المملكة المتحدة. مركز هذه المدرسة الطبية هو جامعة ليفربول. تم تأسيس هذه المدرسة رسمياً في عام 1834.